# Ottavio Fatica
Ottavio Fatica (Perugia, ...) è un traduttore italiano.

## Biografia
Nato a Perugia e trasferitosi presto a Roma, dove ha vissuto a lungo, nel 2013 è tornato a vivere in Umbria. Ha iniziato a lavorare per Arcana e poi per Adelphi. Negli anni ottanta ha collaborato con la casa editrice Theoria e con Editori Riuniti; ha poi lavorato per Bompiani ed Einaudi. Per Adelphi ed Einaudi si è dedicato alla ritraduzione delle opere di Rudyard Kipling. Nel 1994 gli è stato assegnato il Premio Mondello per la sua traduzione di Limericks di Edward Lear; nel 2007 ha ricevuto il Premio Monselice per la traduzione di La città della tremenda notte di Kipling. Nel 2009 Einaudi ha pubblicato una sua raccolta di poesie, intitolata Le omissioni, risultata vincitrice del Premio Lorenzo Montano insieme a La Distrazione di Andrea Inglese e L'opera racchiusa di Federico Federici. Nello stesso anno gli è stato consegnato il Premio Nazionale per la Traduzione e nel 2010 il Premio Procida-Isola di Arturo-Elsa Morante per la traduzione de "Il crollo" di Francis Scott Fitzgerald.
Nel 2017, con Massimo Bocchiola, ha ricevuto la Menzione Speciale all'interno del Premio letterario Benno Geiger per la traduzione poetica per Poesie scelte di Wystan Hugh Auden.
A Ottavio Fatica è stato assegnato nel 2018 l'incarico di fornire una nuova traduzione per Il signore degli anelli di J. R. R. Tolkien. Essa è stata pubblicata inizialmente in tre volumi diversi, poi, nel novembre 2020, in volume unico.
Consulente editoriale per Adelphi, ha insegnato pratica del tradurre letteratura.

## Opere
- Lost in Translation, Collana Microgrammi n.20, Milano, Adelphi, 2023, ISBN 978-88-459-3768-2.

### Curatele
- Gunnar Olsson, Uccelli nell'uovo/Uova nell'uccello, Roma, Theoria, 1987
- Herman Melville, Benito Cereno (cura e commento della traduzione di Cesare Pavese), Torino, Einaudi, 1994 ISBN 978-88-06-13577-5
- Autori vari, “Il palinsesto del cervello umano”, Genova, Il Melangolo, 1995 ISBN 978-88-701-8266-8
- Rudyard Kipling, I libri della Giungla e altri racconti di animali, curatela e traduzione, Torino, Einaudi, 1998
- Hans Bellmer, Anatomia dell'immagine, Milano, Adelphi, 2001
- Jack London, Il vagabondo delle stelle, curatela e saggio, Milano, Adelphi, 2005 ISBN 978-88-459-1970-1
- Edgar Allan Poe, Marginalia, Roma, Theoria 1994, ISBN 978-88-241-0394-7; Milano, Adelphi, 2019
- John Cowper Powys, La religione di uno scettico, curatela e saggio, Milano, Adelphi, 2010, ISBN 978-88-459-2533-7
- Flannery O'Connor, Sola a presidiare la fortezza (nuova edizione ampliata), Minimum fax, 2012, ISBN 978-88-7521-412-8

### Poesia
- Le omissioni, Collezione di poesia, Torino, Einaudi, 2009 ISBN 978-88-06-18592-3.
- Vicino alla dimora del serpente, Collezione di poesia, Torino, Einaudi, 2019 ISBN 978-88-062-3460-7.

### Traduzioni
- Samhita Arni
  - Il Mahabharata raccontato da una bambina vol. 1, Milano, Adelphi, 2002 ISBN 978-88-459-1690-8
  - Il Mahabharata raccontato da una bambina vol. 2, Milano, Adelphi, 2003 ISBN 978-88-459-1815-5
- Wystan Hugh Auden, Poesie scelte, Adelphi, Milano, 2016 (con Massimo Bocchiola) ISBN 9788845931291
- Hans Bellmer
  - Piccola anatomia dell'inconscio fisico, (anche curatela) Roma, Arcana Editrice, 1979
  - Anatomia dell'immagine, Milano, Adelphi, 2001 (anche curatela) ISBN 978-88-459-1656-4
- Elizabeth Bishop - Robert Lowell, Scrivere lettere è sempre pericoloso. Corrispondenza 1947-1977, Milano, Adelphi, 2014 (anche curatela) ISBN 9788845928567
- Elizabeth Bishop, Miracolo a colazione, Milano, Adelphi, 2006 (con Damiano Abeni e Riccardo Duranti) ISBN 978-88-459-2029-5
- Léon Bloy, Dagli ebrei la salvezza, Milano, Adelphi, 1994 ISBN 978-88-4590-887-3
- Elizabeth Bowen, Spettri del tempo di guerra, Roma, Theoria, 1991, ISBN 8824102379
- George Gordon Byron
  - Un vaso d’alabastro illuminato dall’interno, Adelphi, Milano, 2018 (anche curatela) ISBN 9788845932519 (nuova ed. dei Diari)
  - Diari, a cura di Malcolm Skey, Roma, Theoria, 1990 (precedente edizione)
- Nina Cassian, C'è modo e modo di sparire. Poesie 1945-2007, Milano, Adelphi, 2013 (con Anita Natascia Bernacchia) (anche curatela) ISBN 9788845928239
- Louis-Ferdinand Céline
  - Il dottor Semmelweis, Milano, Adelphi, 1975 ISBN 978-88-459-0182-9 (con Eva Czerkl)
  - Guerra, Milano, Adelphi, 2023, ISBN 978-88-459-3793-4.
- Wilkie Collins, L'albergo stregato, Roma, Editori Riuniti, 1985
- Joseph Conrad
  - La locanda delle streghe, Roma, Editori Riuniti, 1981
  - Amy Foster, Milano, Studio Tesi, 1991
- Walter de la Mare, Il rinchiuso e altri racconti, Roma, Theoria, 1989
- Thomas De Quincey, Storie vere di un visionario, Roma, Editori Riuniti, 1983, (anche curatela)
- Charles Dickens, Fantasmi, Costa&Nolan, 1996 (con Michela Amendolea, Benedetta Bini, Emanuela Turchetti)
- Arthur Conan Doyle, Racconti del mistero, Theoria, 1996 (con Graziella Civiletti, Silvia Fanfani ed Elisabetta Valdré), ISBN 8824104797
- William Faulkner
  - Sei racconti polizieschi, Milano, La nave di Teseo, 2019, ISBN 978-88-346-0113-6
  - Sei racconti polizieschi. Gambetto di cavallo e altre storie, trad. con Emanuela Turchetta Torino, Einaudi, 2000, ISBN 978-88-06-15602-2 [precedente edizione]
  - Gambetto di cavallo, Roma, Theoria, 1989 [prima edizione]
- René Girard, La violenza e il sacro, Milano, Adelphi, 1980 ISBN 978-88-459-0947-4
- Charles William Goyen
  - Il fantasma e la carne, Roma, Theoria, 1991, ISBN 8824102476
  - Se avessi cento bocche, Roma, Theoria, 1990
- Robert Graves, L'urlo, Roma, Theoria, 1987 (anche curatela); Milano, Adelphi, 2010
- Nathaniel Hawthorne, I miti greci, Roma, Editori Riuniti, 1982
- Lafcadio Hearn
  - Ombre giapponesi, Roma, Theoria, 1991 (anche curatela), ISBN 88-24-10-297-2; Milano, Adelphi, 2018
  - Storie di fantasmi del Giappone, illustrato da Benjamin Lacombe, Milano, L'Ippocampo, 2021, ISBN 978-88-672-2584-2 (comprende parte dei testi presenti nell'edizione Adelphi, aggiungendone altri, finora inediti in Italia)
  - Tre casi raccapriccianti e un’autopsia, Roma, Theoria, 1993 (anche curatela) ISBN 88-24-103-26-X
- William Henry Hudson, El ombú, Roma, Theoria, 1987 (anche curatela)
- I narrabondi. Scrittori eccentrici nel cuore dell'Inghilterra, Roma, Editori Riuniti, 1989 (anche curatela)
- Roman Jakobson, La scienza del linguaggio: tendenze principali, Roma, Theoria, 1986
- Henry James, I taccuini, Roma, Theoria, 1997 (anche curatela)
- Montague Rhodes James,
  - Tutti i racconti, Roma, Theoria, 1997
  - Avvertimento ai curiosi e altri racconti di fantasmi, Roma, Theoria, 1986
- James Joyce
  - Finn's Hotel, Roma, Gallucci, 2013, ISBN 978-88-614-5652-5
  - Il gatto e il diavolo, Zurich, ESG Edizioni svizzere per la gioventù, 2010 ISBN 978-3-7269-0563-7
- Rudyard Kipling
  - Racconti anglo-indiani del mistero e dell'orrore, a cura di Malcolm Skey, Collana I Segni n.37, Roma-Napoli, Theoria, 1985. [13 racconti scritti tra il 1885 e 1889]
  - L'ammutinamento dei Mavericks, Collana Riflessi n.38, Roma, Theoria, 1986.
  - Alba guastata. Racconti postumi pubblicati in vita, curatela, Prefazione, Nota al testo e Guida alla lettura di O. Fatica, Collana Albatros, Roma, Editori Riuniti, 1988, ISBN 978-88-359-3172-0. [l'antologia contiene 14 racconti, oggi raccolti in Loro, Adelphi, 2001]
  - L'Egitto dei maghi, Introduzione, curatela e trad., Roma, Theoria, 1992, ISBN 978-88-241-0268-1; nuova ed. riveduta, Milano, Adelphi, 2023 (in preparazione).
  - Confini e conflitti. I racconti fantastici, a cura di Malcolm Skey, Biblioteca di letteratura fantastica n.20, Roma, Theoria, 1992, ISBN 978-88-241-0505-7.
  - I libri della giungla e altri racconti di animali, Collana i millenni, Torino, Einaudi, 1998 (anche curatela) ISBN 88-06-14991-1
  - Il risciò fantasma e altri racconti dell'arcano, Milano, Adelphi, 1999 (anche curatela) ISBN 978-88-459-1478-2
  - Kim, Milano, Adelphi, 2000 (anche curatela) ISBN 978-88-459-1583-3
  - «Loro», Milano, Adelphi, 2001 (anche curatela) ISBN 978-88-459-1657-1
  - Puck il folletto, Milano, Adelphi, 2003 (anche curatela) ISBN 978-88-459-1759-2
  - Il ritorno di Puck, Milano, Adelphi, 2004 (anche curatela) ISBN 978-88-459-1919-0
  - La città della tremenda notte, Milano, Adelphi, 2007 (anche curatela) ISBN 978-88-459-2133-9
  - I figli dello Zodiaco, Milano, Adelphi, 2008 (anche curatela) ISBN 978-88-459-2264-0
- Edward Lear, Limericks, Roma, Theoria, 1994 (anche curatela) ISBN 8824103278
- Sheridan Le Fanu,
  - I racconti del soprannaturale, Roma, Theoria, 1990
  - L'inseguitore, Roma, Theoria, 1986
- Elmore Leonard, Quando le donne aprono le danze, Torino, Einaudi, 2006 ISBN 978-88-06-16966-4
- Jack London,
  - La peste scarlatta, Milano, Adelphi, 2012 (anche curatela) ISBN 9788845971938
  - Le mille e una morte, Roma, Theoria 1992 (anche curatela) ISBN 88-241-0249-2
- H.P. Lovecraft, Potrebbe anche non esserci più un mondo, Milano, Adelphi, 2025, ISBN 978-88-459-4009-5
- Herman Melville, Moby-Dick, Torino, Einaudi, 2015 ISBN 9788806211868
- Edwin Muir, La marionetta, Roma, Theoria, 1991
- Flannery O'Connor,
  - Nel territorio del diavolo. Sul mistero di scrivere, Minimum fax, 2003(anche curatela) ISBN 9788875214128
  - Sola a presidiare la fortezza, Milano Einaudi, 2001 (sola curatela) ISBN 978-88-06-14070-0
- Michael Ondaatje, Le opere complete di Billy the Kid, Roma Theoria, 1995 (anche curatela), ISBN 9788824104067
- Benjamin Peret, La cometa del desiderio : una storia dell'amore attraverso la poesia, Roma, Arcana Ed, 1980
- David Punter, Storia della letteratura del terrore, Roma, Editori Riuniti, 1997 (con Giovanna Granato)
- John Reed, Avanguardia e rivoluzione, Roma, Arcana Editrice, 1978
- Francis Scott Fitzgerald
  -  I racconti di Pat Hobby, Collana Letterature n.25, Roma-Napoli, Theoria, 1990, ISBN 978-88-241-0200-1. - Collana Tracce, Roma, Editori Riuniti, 1997, ISBN 978-88-359-4400-3; Collana Ritmi, Costa & Nolan, 1998, ISBN 978-88-241-0461-6.
  - Il crollo, anche curatela, Milano, Adelphi, 2010, ISBN 978-88-459-2483-5
- James Stephens, Inciso in un raggio di luna, Roma, Theoria 1991 (anche curatela) ISBN 88-241-0242-5
- Robert Louis Stevenson, Lo strano caso del dottor Jekyll e mister Hyde, Roma-Napoli, Theoria, 1994.
- Alexander Stuart, Zona di guerra, Torino, Einaudi, 1999 ISBN 978-88-06-15130-0
- John Ronald Reuel Tolkien
  - Il Signore degli Anelli. La Compagnia dell'Anello, Milano-Firenze, Bompiani, 2019, ISBN 978-88-452-9919-3
  - Il Signore degli Anelli. Le due Torri, Milano-Firenze, Bompiani, 2020, ISBN 978-88-301-0271-2
  - Il Signore degli Anelli. Il Ritorno del Re, Milano-Firenze, Bompiani, 2020, ISBN 978-88-301-0272-9
  - Il Signore degli Anelli, trad. in volume unico, illustrazioni di Alan Lee, Milano-Firenze, Bompiani, 2020, ISBN 978-88-301-0471-6
- Tre suicidi contro la società: Vaché, Cravan, Rigaut, Roma, Arcana Editrice, 1979 (anche curatela)
- David Foster Wallace, Brevi interviste con uomini schifosi, Torino, Einaudi, 2010 (con Giovanna Granato) ISBN 978-88-062-0761-8.
- Evelyn Waugh
  - Compassione, Milano, Adelphi, 2002 (anche curatela) ISBN 978-88-459-1741-7.
  - Ritorno a Brideshead, Milano, Bompiani, 2009, ISBN 978-88-452-6270-8; Milano, Feltrinelli, 2024, ISBN 978-88-075-3046-3.
  - La prova di Gilbert Pinfold, Milano, Bompiani, 2014, ISBN 978-88-452-7543-2.
- Judith Wechsler, L'estetica nella scienza, Roma, Editori Riuniti, 1982.
- William Carlos Williams, Flossie, Roma, Editori Riuniti, 1984.
- William Butler Yeats, Magia, Milano, Adelphi, 2019, ISBN 978-88-459-3390-5.